# Xestaspis reimoseri
Xestaspis reimoseri är en spindelart som beskrevs av Fage 1938. Xestaspis reimoseri ingår i släktet Xestaspis och familjen dansspindlar.
Artens utbredningsområde är Costa Rica. Inga underarter finns listade i Catalogue of Life.